# Ch’ŏngdan
Ch’ŏngdan (kor. 청단군, Ch’ŏngdan-gun) – powiat w Korei Północnej, w prowincji Hwanghae Południowe. W 2008 roku liczył 142 607 mieszkańców. Graniczy z powiatami Yŏn’an od wschodu, Pongch’ŏn od północnego wschodu, Sinwŏn od północnego zachodu, a także z powiatem Rinsan (prowincja Hwanghae Północne) od północy oraz z miastem Haeju od zachodu. Powiat znajduje się nad Morzem Żółtym, określanym w Korei Północnej jako Morze Zachodniokoreańskie. Lokalna gospodarka oparta jest na rybołówstwie i rolnictwie.

## Historia
Przed wyzwoleniem Korei spod okupacji japońskiej tereny należące do powiatu wchodziły w skład powiatów Pyŏksŏng oraz Yŏnbaek. W obecnej formie powstał w wyniku gruntownej reformy podziału administracyjnego w grudniu 1952 roku. W jego skład weszły wówczas tereny należące wcześniej do miejscowości Yŏngch'ŏn, Hwayang, Tong’un, Kŭmsan (6 wsi; wszystkie miejscowości poprzednio znajdowały się w powiecie Pyŏksŏng), Raesŏng, Ch'ŏngryong, Ilsin i Ch’uhwa (7 wsi – wszystkie cztery miejscowości wcześniej znajdowały się w powiecie Namyŏnbaek). Powiat Ch’ŏngdan składał się wówczas z jednego miasteczka (Ch’ŏngdan-ŭp) oraz 18 wsi (kor. ri). W maju 1974 roku powiat powiększył się o wsie Hŭngsan, Ch'ŏngjŏng i Simp’yŏng.

## Podział administracyjny powiatu
W skład powiatu wchodzą następujące jednostki administracyjne:
| Nazwa jednostki administracyjnej | Rodzaj jednostki administracyjnej | Hangul       | Hancha       |
| -------------------------------- | --------------------------------- | ------------ | ------------ |
| Ch’ŏngdan-ŭp                     | miasteczko                        | 청단읍       | 靑丹邑       |
| Sinhŭng-rodongjagu               | dzielnica robotnicza              | 신흥로동자구 | 新興勞動者區 |
| Ryongp’o-ri                      | wieś                              | 룡포리       | 龍浦里       |
| Kuwŏl-ri                         | wieś                              | 구월리       | 龜月里       |
| Yŏngsan-ri                       | wieś                              | 영산리       | 迎山里       |
| Namch’on-ri                      | wieś                              | 남촌리       | 南村里       |
| Sinsaeng-ri                      | wieś                              | 신생리       | 新生里       |
| Sojŏng-ri                        | wieś                              | 소정리       | 蘇井里       |
| Kŭmhak-ri                        | wieś                              | 금학리       | 錦鶴里       |
| Hwasan-ri                        | wieś                              | 화산리       | 花山里       |
| Kalsan-ri                        | wieś                              | 갈산리       | 葛山里       |
| Ch’ilbong-ri                     | wieś                              | 칠봉리       | 七峰里       |
| Samjŏng-ri                       | wieś                              | 삼정리       | 蔘井里       |
| Ungok-ri                         | wieś                              | 운곡리       | 雲谷里       |
| Tongdae-ri                       | wieś                              | 동대리       | 東大里       |
| Tŏkdal-ri                        | wieś                              | 덕달리       | 德達里       |
| Hwayang-ri                       | wieś                              | 화양리       | 花陽里       |
| Hŭngsan-ri                       | wieś                              | 흥산리       | 興山里       |
| Ch'ŏngjong-ri                    | wieś                              | 청정리       | 靑亭里       |
| Simp’yŏng-ri                     | wieś                              | 심평리       | 深坪里       |
| Sinp’ung-ri                      | wieś                              | 신풍리       | 新豊里       |
| Taep’ung-ri                      | wieś                              | 대풍리       | 大豊里       |
| Maryong-ri                       | wieś                              | 마룡리       | 馬龍里       |
| Yanghwa-ri                       | wieś                              | 양화리       | 陽花里       |